# Luz Bulnes
Luz María Bulnes Aldunate (11 de agosto de 1927-24 de septiembre de 2019) fue una abogada chilena, experta en derecho constitucional. Integró el Tribunal Constitucional de Chile entre 1989 y 2002, siendo la primera mujer en desempeñarse en ese cargo.

## Primeros años de vida
Estudió en el Colegio Dunalastair y posteriormente ingresó a la Facultad de Derecho de la Universidad de Chile.

### Matrimonio e hijos
Estuvo casada con Luis Granier Sánchez de Loria, con quien tuvo, entre otros, una hija, Luz, y un hijo, Luis Hernán.

## Vida pública
Fue docente en su alma mater desde 1966, cuando asumió como ayudante ad honorem de Doctrina Política y Derecho Constitucional. Obtuvo la titularidad en la cátedra de Derecho Constitucional en 1971, desempeñándose como profesora hasta 2003. Fue la primera mujer en ejercer como vicedecana de la Facultad de Derecho (hasta 1983) y además fue directora de la Escuela de Graduados y directora del Departamento de Derecho Público. La universidad le otorgó la condecoración al mérito Amanda Labarca en 1980.
Integró la Comisión Ortúzar, creada por la dictadura militar del general Augusto Pinochet para redactar la Constitución de 1980. En 1989 fue nombrada ministra del Tribunal Constitucional, designada por el Consejo de Seguridad Nacional (Cosena), convirtiéndose en la primera mujer en integrar dicho tribunal. Mantuvo el cargo hasta 2002, al cumplir el límite legal de 75 años.
Fue fundadora de la Asociación Chilena de Derecho Constitucional en 1997, institución de la cual fue presidenta, y del Diario Constitucional, junto a los profesores Mario Verdugo, Alberto Naudon y Emilio Pfeffer.